# Hruševica
Hruševica – wieś w Słowenii, w gminie Komen. W 2018 roku liczyła 153 mieszkańców.